# 충성의 다리

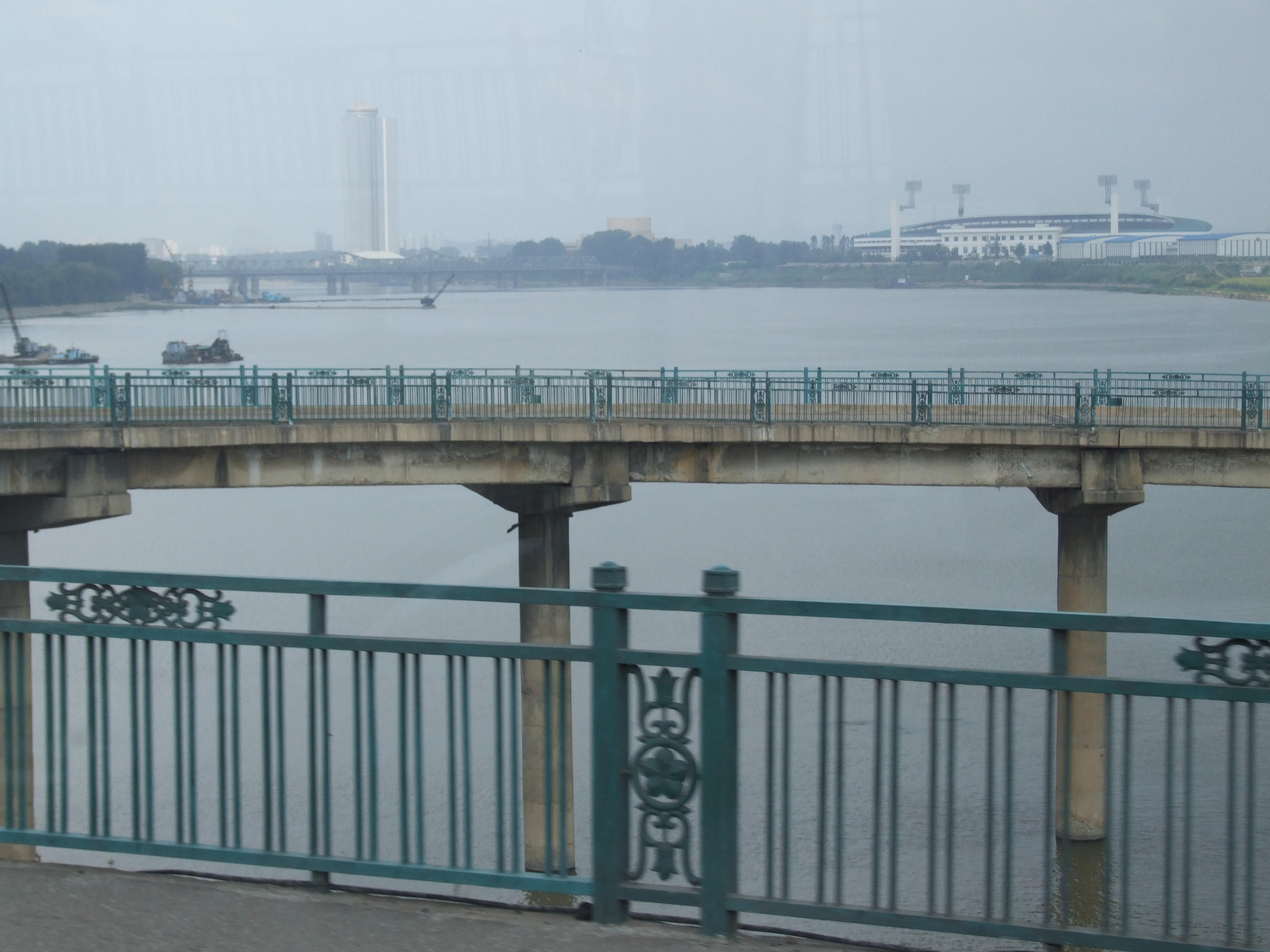
충성의 다리

충성의 다리(忠誠의 다리)는 조선민주주의인민공화국 평양직할시에 위치한 다리이다. 대동강 위에 세워진 평양직할시의 6개의 다리 가운데 하나이며 1983년 9월 6일에 준공되었다. 다리 북쪽에는 양각교가 위치한다.

## 상세
개성특별시에서 평양직할시 도심으로 들어오는 관문에 위치하며 평천구역과 락랑구역을 남북으로 연결한다. 다리 동쪽과 서쪽으로는 락랑거리(옛 이름 통일거리), 다리 북쪽으로는 천리마거리와 안산거리, 다리 남쪽으로는 평양개성고속도로와 연결되어 있다.